# Klasika Primavera
La Klasika Primavera (officiellement Klasika Primavera de Amorebieta) est une course cycliste organisée en Espagne au mois d'avril, et disputée autour d'Amorebieta dans le nord du pays.
Entre 2005 et 2019, elle fait partie du calendrier de l'UCI Europe Tour en catégorie 1.1.
La course fait partie de la Coupe d'Espagne en 2019. L'édition 2020 est annulée pour manque de personnel, celle de 2021 l'est en raison de la pandémie de Covid-19. Elle ne doit pas être confondue avec le GP Primavera-Amorebieta, une course du calendrier amateur espagnol.

## Palmarès
| Année     | Vainqueur               | Deuxième                | Troisième                     |
| --------- | ----------------------- | ----------------------- | ----------------------------- |
| 1946      | Dalmacio Langarica      | Miguel Lizarazu         | Francisco Exposito            |
| 1947      | Miguel Poblet           | José López Gandara      | Julián Berrendero             |
| 1948-1954 | Pas de course           | Pas de course           | Pas de course                 |
| 1955      | Hortensio Vidaurreta    | Jesús Loroño            | Carmelo Morales               |
| 1956      | Cosme Barrutia          | Jesús Morales           | Antonio Barrutia              |
| 1957      | Emilio Cruz             | Carmelo Morales         | Francisco Moreno              |
| 1958      | Antonio Karmany         | Jacinto Urrestarazu     | Jesús Davoz                   |
| 1959      | Roberto Morales         | Carmelo Morales         | Francisco Moreno              |
| 1960      | Carmelo Morales         | Felipe Alberdi          | Antonio Karmany               |
| 1961      | Julio San Emeterio      | Miguel Muruaga          | Roberto Morales               |
| 1962      | Francisco Gabica        | Eusebio Vélez           | Antonio Barrutia              |
| 1963      | Eusebio Vélez           | José Antonio Momeñe     | Manuel Martín Piñera          |
| 1964      | Eusebio Vélez           | Rafael Carrasco         | José Pérez Francés            |
| 1965      | José Pérez Francés      | Luís Otaño              | Ramón Sáez                    |
| 1966      | Antonio Gómez del Moral | José Antonio Momeñe     | José Pérez Francés            |
| 1967      | Antonio Gómez del Moral | José Manuel López       | Jorge Mariné                  |
| 1968      | Eusebio Vélez           | Domingo Perurena        | Salvador Canet                |
| 1969      | José Manuel Lasa        | Antonio Gómez del Moral | José Manuel López             |
| 1970      | Carlos Echeverría       | Joaquín Galera          | Jesús Aranzabal               |
| 1971      | Domingo Perurena        | José Manuel López       | Agustín Tamames               |
| 1972      | José Gómez Lucas        | José Luis Abilleira     | Agustín Tamames               |
| 1973      | Miguel María Lasa       | José Luis Abilleira     | Ventura Diaz                  |
| 1974      | Andrés Oliva            | Domingo Perurena        | José Luis Abilleira           |
| 1975      | Antonio Martos          | José Martins            | José Antonio González Linares |
| 1976      | Enrique Cima            | Javier Elorriaga        | Eulalio Garcia                |
| 1977      | Vicente López Carril    | Enrique Cima            | Klaus-Peter Thaler            |
| 1978      | Domingo Perurena        | Jesús Suárez Cueva      | Elualio Garcia                |
| 1979      | Miguel María Lasa       | Dominique Sanders       | Jesús Suárez Cueva            |
| 1980      | Juan Fernández Martín   | Miguel María Lasa       | Pedro Vilardebo               |
| 1981      | José Luis López Cerrón  | Elualio Garcia          | Vicente Belda                 |
| 1982      | Jesús Suárez Cueva      | Eulalio Garcia          | Juan Fernández                |
| 1983      | Juan Fernández          | Juan Carlos Alonso      | Marino Lejarreta              |
| 1984      | José Luis Navarro       | Jesús Rodríguez Magro   | Felipe Yáñez                  |
| 1985      | Federico Echave         | José Recio              | Iñaki Gastón                  |
| 1986      | Federico Echave         | Marino Lejarreta        | Peter Hilse                   |
| 1987      | Julián Gorospe          | Federico Echave         | Marino Lejarreta              |
| 1988      | Jørgen Vagn Pedersen    | Peter Hilse             | Vicente Ridaura               |
| 1989      | Marino Lejarreta        | Álvaro Pino             | Federico Echave               |
| 1990      | Iñaki Gastón            | Jesús Montoya           | Marino Lejarreta              |
| 1991      | Jesús Montoya           | Julián Gorospe          | Jon Unzaga                    |
| 1992      | Federico Echave         | Mikel Zarrabeitia       | Iñaki Gastón                  |
| 1993      | Jon Unzaga              | Pedro Delgado           | Fernando Escartín             |
| 1994      | Melchor Mauri           | Jesús Montoya           | Raúl Alcalá                   |
| 1995      | Laurent Jalabert        | Mauro Gianetti          | Fernando Escartín             |
| 1996      | Mauro Gianetti          | Pascal Richard          | Piotr Ugrumov                 |
| 1997      | Mikel Zarrabeitia       | Laurent Jalabert        | Stéphane Heulot               |
| 1998      | Roberto Heras           | Udo Bölts               | Daniel Clavero                |
| 1999      | Roberto Heras           | Davide Rebellin         | David Etxebarria              |
| 2000      | Unai Etxebarria         | Udo Bölts               | Roberto Heras                 |
| 2001      | Igor Astarloa           | Eddy Mazzoleni          | Gianni Faresin                |
| 2002      | Ángel Vicioso           | Unai Etxebarria         | David Etxebarria              |
| 2003      | Alejandro Valverde      | Samuel Sánchez          | Nicki Sørensen                |
| 2004      | Alejandro Valverde      | Eddy Mazzoleni          | Jens Voigt                    |
| 2005      | David Etxebarria        | Damiano Cunego          | Aitor Osa                     |
| 2006      | Carlos Sastre           | Damiano Cunego          | Joaquim Rodríguez             |
| 2007      | Joaquim Rodríguez       | Alejandro Valverde      | Matteo Bono                   |
| 2008      | Damiano Cunego          | Alejandro Valverde      | Kjell Carlström               |
| 2009      | Alejandro Valverde      | Egoi Martínez           | José Herrada                  |
| 2010      | Samuel Sánchez          | Igor Antón              | Fränk Schleck                 |
| 2011      | Jonathan Hivert         | David López García      | Nick Nuyens                   |
| 2012      | Giovanni Visconti       | Alejandro Valverde      | Igor Antón                    |
| 2013      | Rui Costa               | Pablo Urtasun           | Alberto Contador              |
| 2014      | Peio Bilbao             | Gorka Izagirre          | David Belda                   |
| 2015      | José Herrada            | Evgeny Shalunov         | Carlos Barbero                |
| 2016      | Giovanni Visconti       | Gorka Izagirre          | Sergio Pardilla               |
| 2017      | Gorka Izagirre          | Wilmar Paredes          | Rui Vinhas                    |
| 2018      | Andrey Amador           | Alejandro Valverde      | Wilmar Paredes                |
| 2019      | Carlos Betancur         | Carlos Julián Quintero  | Eduard Prades                 |